# 森秀太
森 秀太（もり しゅうた, 1990年5月26日 - ）は、大分県出身のフットサル選手。ポジションはアラ。フットサル日本代表。

## 経歴
大分県出身。父親の森秀春はバサジィ大分の創設者であり、ゼネラルマネージャーなどを務めた。中学年代では大分トリニータU-15でミッドフィールダーとしてプレー。中学3年生時には全日本ユースフットサル大会で優勝したことがある。熊本県立大津高校ではディフェンダーとして活躍し、1学年下に谷口彰悟などがいる。2008年の全国高校総体ではベスト4、2009年1月の第87回全国高校サッカー選手権で右サイドバックとしてベスト8に進出した。2008年9月の高校総体後にFリーグ・名古屋オーシャンズの選手募集を知って練習に参加して入団を決めた。
大津高校卒業後には名古屋オーシャンズサテライトに登録され、2009年11月にはミゲル・ロドリゴ監督によってフットサル日本代表強化合宿に招集された。2010年11月にはU-24日本代表候補トレーニングキャンプに招集されている。特別指定選手としてトップチームの試合にも出場し、2012年にはチーム創設時からキャプテンを務めていた北原亘からトップチームの主将を引き継いだ。2012-13シーズン途中にはサテライト登録に変更された。2013年4月11日には奈良県立医科大学附属病院で右足首の関節鏡手術を受けて約半年間離脱し、2013年には吉川智貴に主将を引き継いだ。2013-14シーズンの成績は8試合出場0得点。
2014年には名古屋時代に4年間チームメイトだった木暮賢一郎が率いるシュライカー大阪に移籍。2014年9月の日本代表イタリア遠征では再び日本代表入りした。2014-15シーズンは31試合出場8得点。2015年7月4日のデウソン神戸戦でFリーグ100試合出場（登録）を達成。
2016年にはフットサル選手としての現役引退を表明した。ボートレーサーを目指すとしている。

## 所属クラブ

### サッカー
- 2003-2005 大分トリニータU-15
- 2006-2008 熊本県立大津高校

### フットサル
- 2009-2014 名古屋オーシャンズサテライト
  -  ????-2012 名古屋オーシャンズ（特別指定選手）
- 2012-2014 名古屋オーシャンズ
- 2014-2016 シュライカー大阪

## 個人成績
| 国内大会個人成績 | 国内大会個人成績 | 国内大会個人成績 | 国内大会個人成績 | 国内大会個人成績             | 国内大会個人成績 | 国内大会個人成績 | 国内大会個人成績 | 国内大会個人成績 | 国内大会個人成績 | 国内大会個人成績 | 国内大会個人成績 |
| 年度             | クラブ           | 背番号           | リーグ           | リーグ戦                     | リーグ戦         | リーグ杯         | リーグ杯         | オープン杯       | オープン杯       | 期間通算         | 期間通算         |
| 年度             | クラブ           | 背番号           | リーグ           | 出場                         | 得点             | 出場             | 得点             | 出場             | 得点             | 出場             | 得点             |
| 日本             | 日本             | 日本             | 日本             | リーグ戦                     | リーグ戦         | オーシャン杯     | オーシャン杯     | 全日本選手権     | 全日本選手権     | 期間通算         | 期間通算         |
| ---------------- | ---------------- | ---------------- | ---------------- | ---------------------------- | ---------------- | ---------------- | ---------------- | ---------------- | ---------------- | ---------------- | ---------------- |
| 2012-13          | 名古屋           |                  | Fリーグ          | ??                           | ?                |                  |                  |                  |                  |                  |                  |
| 2013-14          | 名古屋           | 6                | Fリーグ          | 11                           | 0                |                  |                  |                  |                  |                  |                  |
| 2014-15          | 大阪             | 4                | Fリーグ          | 31                           | 8                |                  |                  |                  |                  |                  |                  |
| 2015-16          | 大阪             | 4                | Fリーグ          |                              |                  |                  |                  |                  |                  |                  |                  |
| 通算             | 日本             | 日本             | Fリーグ          | \|\|\|\|\|\|\|\|\|\|\|\|\|\| |                  |                  |                  |                  |                  |                  |                  |
| 通算             | 日本             | 日本             |                  | \|\|\|\|\|\|\|\|\|\|\|\|\|\| |                  |                  |                  |                  |                  |                  |                  |
| 総通算           | 総通算           | 総通算           | 総通算           | \|\|\|\|\|\|\|\|\|\|\|\|\|\| |                  |                  |                  |                  |                  |                  |                  |